# جوان سیون

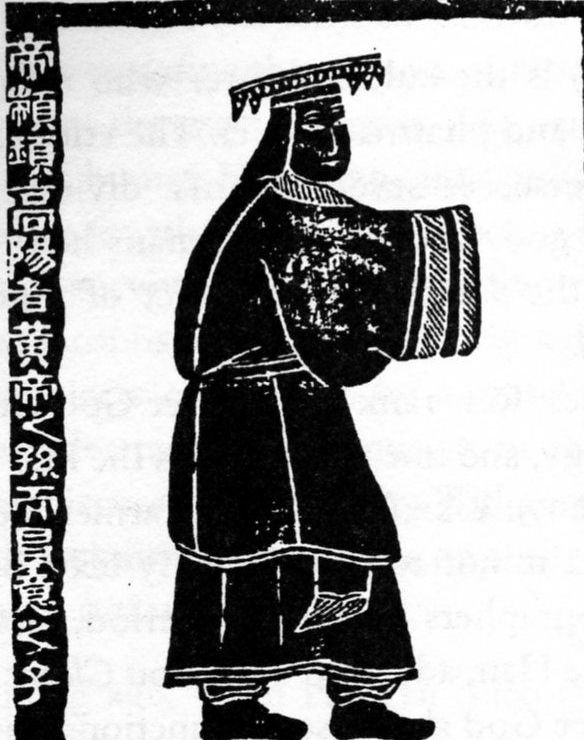
امپراتور جوان سیون، یک نقاشی دیواری مربوط به دوران دودمان هان.

جوان سیون یا جوان سون یا جوان سو یا گوان سو (به چینی ساده شده: 顼 颛؛ به چینی سنتی: 顼 颛؛ به پین یین: Zhuānxū)، که همچنین گاهی با عنوان گائویانگ (高 阳) نیز، شناخته می‌شود، نام یک پادشاه افسانه‌ای در چین باستان می‌باشد.
جوان سیون که نوه امپراتور زرد به شمار می‌آمد، مهاجرت قبیله شی را به سمت شرق و به جایی که امروزه شاندونگ نامیده می‌شود، هدایت و رهبری کرد. در این مکان، اعضای قبیلهٔ مهاجرت کننده با قبیله دونگیی Dongyi متحد شدند، که این امر ضمن پدید آوردن قبیله‌ای بزرگ به تقویت نفوذ قبیله‌ای آنان منجر گردید. جوان سیون در سن ۲۰ سالگی، مستقلاً به فرمانروایی رسید و برای مدت ۷۸ سال، یعنی تا زمان مرگش، حکومت نمود.
وی در ایجاد یک تقویم یکسان، اجرای بررسی‌های اخترشناسانه و طالع بینی، انجام اصلاحات دینی در مخالفت با جادوگری یا شمنیسم دارای نقش و سهم عمده‌ای بود، و در مخالفت با شیوهٔ ماتریارکال یا مادرسالاری که از قبل إعمال می‌شد، به تایید سیستم پاتریارکال یا مردسالاری (پدرسالاری) پرداخت. وی همچنین، ازدواج با خویشاوندان نزدیک را منع نمود. بسیاری از افراد، جوان سیون را یکی از پنج امپراتور معروف در تاریخ اساطیری چین دانسته‌اند.
جوان سیو، توسط پسر پسر عموی خودش، که کو Ku نام داشت، موفقیت‌هایی کسب کرد. در کتاب شیجی، وی یکی از پسران خویش را بدین علت که آدم کودن و نفهمی بوده، مورد انتقاد قرار داده‌است. امّا از آنجا که تنها از دو پسر وی نام برده شده‌است، آن پسر ممکن است یا گان باشد که پدر یوی بزرگ محسوب می‌شود یا احتمالاً می‌تواند کیونگ چان باشد که جد شون است. یاو نیز از گان بدین خاطر که فردی بی لیاقت و ویرانگر و خانمان برانداز بود، انتقاد کرده‌است. در کتاب شیجی نیز، به کیونگ چان برچسب روستایی ناچیز زده شده و از وی بعنوان یک آدم عادی و عامی نام برده شده‌است، هرچند که در این کتاب اشاره‌ای به این نکته که وی چگونه از مقام و مزتبهٔ والای خود سقوط کرده، نمی‌شود. او همچنین دارای ۸ پسر بوده که گرچه نامشان ذکر نشده‌است، امّا همهٔ آنها، بعدها با شهرتی نیک برای شون کار می‌کرده‌اند.

## در اساطیر
در اساطیر نیز جوان سیون به عنوان ایزد ستاره قطبی و پدر تائو یا بلوک، شناخته می‌شود.